# New Kelso House
New Kelso House ist eine ehemalige Textilfabrik und heutiges Wohngebäude nahe der schottischen Ortschaft Strathcarron im Westen der Council Area Highland. 1971 wurde das Bauwerk in die schottischen Denkmallisten in der höchsten Denkmalkategorie A aufgenommen. Der zugehörige Bauernhof ist als Denkmal der Kategorie B klassifiziert, während die Cottages als Kategorie-C-Denkmal eingestuft sind.

## Geschichte
Mit Lochbroom, Invermoriston und Strathcarron plante der Ausschuss für aufgelassene Anwesen in den Highlands die Errichtung von drei Leinenwebereien. Die Fabrik in Strathcarron wurde um 1755 fertiggestellt. Schon bald erwies sich die Unternehmung als wirtschaftlicher Misserfolg. Daher wurden die Gebäude bereits gegen Ende desselben Jahrhunderts zu Wohngebäuden mit landwirtschaftlichem Charakter umgenutzt. Am ersten Montag des Junis wurde auf New Kelso jährlich ein Viehmarkt abgehalten, der um das mittlere 19. Jahrhundert aufgegeben wurde. Im späteren 19. Jahrhundert wurde ein Anbau an der Westseite ergänzt. Das Gebäude am östlichen Abschluss könnte ebenfalls neueren Datums sein, jedoch Fragmente des Mauerwerks aus dem 18. Jahrhundert umfassen.

## Beschreibung
New Kelso House steht isoliert rund 700 Meter nordwestlich von Strathcarron am gegenüberliegenden Ufer des Carron, nahe dem Kopf von Loch Carron. Ein kurzes Stück südwestlich verläuft die A890. Es handelt sich um eine Zeile aus mehreren länglichen Einzelgebäuden, die sich in geschlossener Bauweise entlang einer untergeordneten Straße erstrecken. Die südostexponierte Hauptfassade der zweigeschossigen Gebäudezeile ist insgesamt 17 Achsen weit. Das Mauerwerk ist äußerlich mit Harl verputzt. Die einzelnen Gebäude sind fünf Achsen weit. Sie sind mit jeweils drei Walmdachgauben, firstständigen Kaminen und schiefergedeckten Satteldächern ausgeführt. Die Ausluchten wurden im 19. Jahrhundert ergänzt. An der Westseite schließt sich ein kurzer Anbau an. Ein weiterer Anbau an der Ostseite ist asymmetrisch aufgebaut. Es sind im Wesentlichen zwölfteilige Sprossenfenster eingelassen.